# 1.ª etapa do Giro d'Italia de 2022
A 1.ª etapa do Giro d'Italia de 2022 teve lugar a 6 de maio de 2022 na Hungria com início em Budapeste  e final em Visegrád  sobre um percurso de 195 km. O vencedor foi os neerlandês Mathieu van der Poel da equipa Alpecin-Fenix, sendo ademais o primeiro líder da prova.

## Classificação da etapa
| Budapeste - Visegrado | etapa plana | (195 km) |

| \| Classificação por etapas \| Classificação por etapas \| Classificação por etapas \| Classificação por etapas \| Classificação por etapas \| \| Ciclista \| Ciclista \| Equipe \| Tempo \| \| \| ------------------------ \| ------------------------ \| ---------------------------------- \| ------------------------ \| ------------------------ \| \| 1. \| Mathieu van der Poel \| Alpecin-Fenix \| 4h35m28s \| \| \| 2. \| Biniam Girmay \| Intermarché-Wanty-Gobert Matériaux \| + 0s \| \| \| 3. \| Pello Bilbao \| Bahrain Victorious \| + 0s \| \| \| 4. \| Magnus Cort \| EF Education-EasyPost \| + 0s \| \| \| 5. \| Wilco Kelderman \| Bora-Hansgrohe \| + 0s \| \| \| 6. \| Richard Carapaz \| Ineos Grenadiers \| + 0s \| \| \| 7. \| Bauke Mollema \| Trek-Segafredo \| + 0s \| \| \| 8. \| Diego Ulissi \| UAE Team Emirates \| + 0s \| \| \| 9. \| Andrea Vendrame \| AG2R Citroën Team \| + 4s \| \| \| 10. \| Mattias Skjelmose \| Trek-Segafredo \| + 4s \| \| |                      |                                    |          |
| |                      |                                    |          |
| Fonte: ProCyclingStats |                      |                                    |          |
| Classificação por etapas |                      |                                    |          |
| Ciclista | Ciclista             | Equipe                             | Tempo    |
| 1. | Mathieu van der Poel | Alpecin-Fenix                      | 4h35m28s |
| 2. | Biniam Girmay        | Intermarché-Wanty-Gobert Matériaux | + 0s     |
| 3. | Pello Bilbao         | Bahrain Victorious                 | + 0s     |
| 4. | Magnus Cort          | EF Education-EasyPost              | + 0s     |
| 5. | Wilco Kelderman      | Bora-Hansgrohe                     | + 0s     |
| 6. | Richard Carapaz      | Ineos Grenadiers                   | + 0s     |
| 7. | Bauke Mollema        | Trek-Segafredo                     | + 0s     |
| 8. | Diego Ulissi         | UAE Team Emirates                  | + 0s     |
| 9. | Andrea Vendrame      | AG2R Citroën Team                  | + 4s     |
| 10. | Mattias Skjelmose    | Trek-Segafredo                     | + 4s     |

## Classificações ao final da etapa

### Classificação geral(Maglia Rosa)
| \| Classificação geral \| Classificação geral \| Classificação geral \| Classificação geral \| Classificação geral \| \| Ciclista \| Ciclista \| Equipe \| Tempo \| \| \| ------------------- \| -------------------- \| ---------------------------------- \| ------------------- \| ------------------- \| \| 1. \| Mathieu van der Poel \| Alpecin-Fenix \| 4h35m18s \| \| \| 2. \| Biniam Girmay \| Intermarché-Wanty-Gobert Matériaux \| + 4s \| \| \| 3. \| Pello Bilbao \| Bahrain Victorious \| + 6s \| \| \| 4. \| Magnus Cort \| EF Education-EasyPost \| + 10s \| \| \| 5. \| Wilco Kelderman \| Bora-Hansgrohe \| + 10s \| \| \| 6. \| Richard Carapaz \| Ineos Grenadiers \| + 10s \| \| \| 7. \| Bauke Mollema \| Trek-Segafredo \| + 10s \| \| \| 8. \| Diego Ulissi \| UAE Team Emirates \| + 10s \| \| \| 9. \| Andrea Vendrame \| AG2R Citroën Team \| + 14s \| \| \| 10. \| Mattias Skjelmose \| Trek-Segafredo \| + 14s \| \| |                      |                                    |          |
| |                      |                                    |          |
| Fonte: ProCyclingStats |                      |                                    |          |
| Classificação geral |                      |                                    |          |
| Ciclista | Ciclista             | Equipe                             | Tempo    |
| 1. | Mathieu van der Poel | Alpecin-Fenix                      | 4h35m18s |
| 2. | Biniam Girmay        | Intermarché-Wanty-Gobert Matériaux | + 4s     |
| 3. | Pello Bilbao         | Bahrain Victorious                 | + 6s     |
| 4. | Magnus Cort          | EF Education-EasyPost              | + 10s    |
| 5. | Wilco Kelderman      | Bora-Hansgrohe                     | + 10s    |
| 6. | Richard Carapaz      | Ineos Grenadiers                   | + 10s    |
| 7. | Bauke Mollema        | Trek-Segafredo                     | + 10s    |
| 8. | Diego Ulissi         | UAE Team Emirates                  | + 10s    |
| 9. | Andrea Vendrame      | AG2R Citroën Team                  | + 14s    |
| 10. | Mattias Skjelmose    | Trek-Segafredo                     | + 14s    |

### Classificação por pontos(Maglia Ciclamino)
| Classificação por pontos | Classificação por pontos | Classificação por pontos           | Classificação por pontos | Classificação por pontos |
| Ciclista                 | Ciclista                 | Equipe                             | Pontos                   |                          |
| ------------------------ | ------------------------ | ---------------------------------- | ------------------------ | ------------------------ |
| 1.                       | Mathieu van der Poel     | Alpecin-Fenix                      | 50 pts                   |                          |
| 2.                       | Biniam Girmay            | Intermarché-Wanty-Gobert Matériaux | 35 pts                   |                          |
| 3.                       | Pello Bilbao             | Bahrain Victorious                 | 25 pts                   |                          |
| 4.                       | Magnus Cort              | EF Education-EasyPost              | 18 pts                   |                          |
| 5.                       | Wilco Kelderman          | Bora-Hansgrohe                     | 14 pts                   |                          |
| 6.                       | Richard Carapaz          | Ineos Grenadiers                   | 12 pts                   |                          |
| 7.                       | Filippo Tagliani         | Drone Hopper-Androni Giocattoli    | 12 pts                   |                          |
| 8.                       | Bauke Mollema            | Trek-Segafredo                     | 10 pts                   |                          |
| 9.                       | Diego Ulissi             | UAE Team Emirates                  | 8 pts                    |                          |
| 10.                      | Mattia Bais              | Drone Hopper-Androni Giocattoli    | 8 pts                    |                          |

### Classificação da montanha(Maglia Azzurra)
| Classificação da montanha | Classificação da montanha | Classificação da montanha          | Classificação da montanha | Classificação da montanha |
| Ciclista                  | Ciclista                  | Equipe                             | Pontos                    |                           |
| ------------------------- | ------------------------- | ---------------------------------- | ------------------------- | ------------------------- |
| 1.                        | Mathieu van der Poel      | Alpecin-Fenix                      | 3 pts                     |                           |
| 2.                        | Biniam Girmay             | Intermarché-Wanty-Gobert Matériaux | 2 pts                     |                           |
| 3.                        | Pello Bilbao              | Bahrain Victorious                 | 1 pt                      |                           |

### Classificação dos jovens(Maglia Bianca)
| Classificação dos jovens | Classificação dos jovens | Classificação dos jovens           | Classificação dos jovens | Classificação dos jovens |
| Ciclista                 | Ciclista                 | Equipe                             | Tempo                    |                          |
| ------------------------ | ------------------------ | ---------------------------------- | ------------------------ | ------------------------ |
| 1.                       | Biniam Girmay            | Intermarché-Wanty-Gobert Matériaux | 4h35m22s                 |                          |
| 2.                       | Mattias Skjelmose        | Trek-Segafredo                     | + 10s                    |                          |
| 3.                       | Jhonatan Narváez         | Ineos Grenadiers                   | + 10s                    |                          |
| 4.                       | João Almeida             | UAE Team Emirates                  | + 10s                    |                          |
| 5.                       | Ben Tulett               | Ineos Grenadiers                   | + 10s                    |                          |
| 6.                       | Mauri Vansevenant        | Quick-Step Alpha Vinyl             | + 10s                    |                          |
| 7.                       | Félix Gall               | AG2R Citroën Team                  | + 10s                    |                          |
| 8.                       | Mauro Schmid             | Quick-Step Alpha Vinyl             | + 10s                    |                          |
| 9.                       | Attila Valter            | Groupama-FDJ                       | + 10s                    |                          |
| 10.                      | Santiago Buitrago        | Bahrain Victorious                 | + 10s                    |                          |

### Classificação por equipas"Super team"
| Classificação por equipes | Classificação por equipes          | Classificação por equipes | Classificação por equipes |
| Equipe                    | Equipe                             | Tempo                     |                           |
| ------------------------- | ---------------------------------- | ------------------------- | ------------------------- |
| 1.                        | Ineos Grenadiers                   | 13h46m32s                 |                           |
| 2.                        | UAE Team Emirates                  | + 0s                      |                           |
| 3.                        | Trek-Segafredo                     | + 0s                      |                           |
| 4.                        | Bora-Hansgrohe                     | + 0s                      |                           |
| 5.                        | Bahrain Victorious                 | + 0s                      |                           |
| 6.                        | Astana Qazaqstan Team              | + 4s                      |                           |
| 7.                        | Jumbo-Visma                        | + 4s                      |                           |
| 8.                        | AG2R Citroën Team                  | + 12s                     |                           |
| 9.                        | Intermarché-Wanty-Gobert Matériaux | + 15s                     |                           |
| 10.                       | Quick-Step Alpha Vinyl             | + 19s                     |                           |

## Abandonos
Nenhum.